# John Grady (homme politique)
John Grady, est un homme politique britannique du Parti travailliste qui est député de Glasgow Est depuis les élections générales de 2024.